# Абдуллах Утаиф
Абдуллах Утаиф (араб. عبد الله عطيف‎; род. 3 августа 1992, Эр-Рияд) — саудовский футболист, полузащитник клуба «Аль-Ахли» и сборной Саудовской Аравии.

## Клубная карьера
Абдуллах Утаиф — воспитанник клуба «Аш-Шабаб» из своего родного Эр-Рияда. В 2012 году он присоединился к португальскому клубу «Лолетану», выступавшему в третьей по значимости лиге страны. В феврале 2013 года Абдуллах Утаиф стал игроком саудовского «Аль-Хиляля». 5 декабря 2014 года он дебютировал в саудовской Про-лиге, выйдя на замену в середине второго тайма домашнего матча против «Аль-Раеда».

## Карьера в сборной
9 декабря 2012 года Абдуллах Утаиф дебютировал в составе сборной Саудовской Аравии в матче чемпионата Федерации футбола Западной Азии 2012 года против команды Ирана, выйдя в основном составе. Спустя три дня он забил свой первый гол за национальную команду, ставший единственным и победным в поединке с Йеменом. Он также принимал участие в матчах отборочного турнира чемпионата мира 2018 года.

## Достижения
«Аль-Хиляль»
- Чемпион Саудовской Аравии (1): 2016/17
- Обладатель Кубка короля Саудовской Аравии (2): 2015, 2017
- Обладатель Кубка наследного принца Саудовской Аравии (1): 2015/16
- Обладатель Суперкубка Саудовской Аравии (1): 2015